# Za kraj (singel)
Za kraj (v slovenščini: »Za konec«) je pesem srbske folk-pop pevke Svetlane Ražnatović - Cece, ki je bila objavljena 11. januarja leta 2024 v beograjskih založbenih hišah CecaMusic in Futel.
Gre za pesem iz celovečernega igranega filma Nedelja iz istega leta, ki govori o življenju in karieri pokojnega srbskega pevca Džeja Ramadanovskega. 
Singel je objavljen v digitalni različici na vseh bolj znanih glasbenih aplikacijah.

## Nastanek
Srbski mediji so 9. oktobra leta 2023 razkrili, da bo Ceca v kratkem posnela pesem pokojne avtorice Marine Tucaković. Marina naj bi pesem napisala nekaj mesecev pred smrtjo. Razkrito je bilo, da bo avtor glasbe Aleksandar Radulović Futa, ki je s Ceco sodeloval v obdobju 1993–1996. Mediji so poročali, da bo pesem objavljena v celovečernem igranem filmu o pokojnem glasbeniku Džeju Ramadanovskem. Pevka je 18. oktobra na omrežju X razkrila naziv pesmi – Za kraj.

## Promocija singla
Spletna promocija singla se je začela 11. januarja 2024 z objavo posnetka na Cecinem YouTube kanalu. Pesem šteje 11,5 milijona ogledov (1. junij 2024). Kinematografska promocija singla se je začela 16. januarja s prvo beograjsko premiero filma Nedelja, v katerem je pesem uporabljena kot glasbena podlaga.

## Izdaja singla
| Digitalna različica | Digitalna različica         | Digitalna različica | Digitalna različica  | Digitalna različica  | Digitalna različica |
| Št.                 | Naslov                      | Besedilo            | Glasba               | Aranžerji            | Dolžina             |
| ------------------- | --------------------------- | ------------------- | -------------------- | -------------------- | ------------------- |
| 1.                  | „Za kraj‟ (Ceca Ražnatović) | Marina Tucaković    | Aleksandar Radulović | Aleksandar Radulović | 4:35                |

## Uspeh na lestvicah

### YouTube
Ceca se je s pesmijo zavihtela na lestvice najbolj gledanih videoposnetkov na YouTubu, in sicer v vseh državah nekdanje Jugoslavije in tudi Avstrije, Švice in Nemčije.
| Država               | Najvišja uvrstitev |
| -------------------- | ------------------ |
| Bosna in Hercegovina | 1                  |
| Črna Gora            | 1                  |
| Srbija               | 1                  |
| Severna Makedonija   | 1                  |
| Avstrija             | 1                  |
| Slovenija            | 5                  |
| Hrvaška              | 3                  |
| Švica                | 19                 |
| Nemčija              | 29                 |
| Švedska              | 80                 |
| Luksemburg           | 82                 |

## Ostale informacije
Spletni portal glasbene televizije Grand je pesem razglasil za četrto najuspešnejšo pesem leta 2024.